# San Cesareo in Palatio (titolo cardinalizio)
Il titolo cardinalizio di San Cesareo in Palatio (in latino: Titulus Sancti Cæsarei in Palatio) fu istituito il 6 luglio 1517 da papa Leone X quando, in occasione del concistoro del 1º luglio, aumentò notevolmente il numero dei cardinali. Il titolo era conosciuto anche come San Cesareo in Turri o in domo Corsarum, o ad Corsas, o in Monasterio. Fu soppresso nel 1587 da papa Sisto V e riammesso, come diaconia (San Cesareo in Palatio), da papa Clemente VIII nel 1600.

## Cardinali titolari
- Niccolò Pandolfini (6 luglio 1517 - 17 settembre 1518 deceduto)
- Vacante (1518 - 1530)
- Louis de Gorrevod de Challand (16 maggio 1530 - 22 aprile 1535 deceduto)
- Vacante (1535 - 1540)
- Bartolomeo Guidiccioni (28 gennaio 1540 - 24 settembre 1543 nominato cardinale presbitero di Santa Prisca)
- Cristoforo Madruzzo (9 gennaio 1545 - 16 gennaio 1560 nominato cardinale presbitero di San Crisogono)
- Pier Francesco Ferrero (3 giugno 1561 - 10 novembre 1561 nominato cardinale presbitero di Sant'Agnese in Agone)
- Vacante (1561 - 1570)
- Arcangelo de' Bianchi, O.P. (3 luglio 1570 - 18 gennaio 1580 deceduto)
- Vacante (1580 - 1587)
- Titolo soppresso nel 1587

## Titolari diaconia
- Silvestro Aldobrandini (5 novembre 1603 - 28 gennaio 1612 deceduto)
- Vacante (1612 - 1616)
- Carlo Gaudenzio Madruzzo, titolo pro hac vice (1616 - 2 marzo 1626 nominato cardinale presbitero di San Lorenzo in Lucina)
- Giangiacomo Teodoro Trivulzio (17 dicembre 1629 - 17 ottobre 1644 nominato cardinale diacono di San Nicola in Carcere)
- Carlo Rossetti (28 novembre 1644 - 18 agosto 1653 nominato cardinale presbitero di Santa Maria in Via)
- Carlo Barberini (18 agosto 1653 - 30 agosto 1660 nominato cardinale diacono di Sant'Angelo in Pescheria)
- Federico d'Assia-Darmstadt, O.S.Io.Hieros. (30 marzo 1661 - 14 novembre 1667 nominato cardinale diacono di Sant'Eustachio)
- Carlo Barberini (14 novembre 1667 - 2 dicembre 1675 nominato cardinale diacono di Santa Maria in Cosmedin) (per la seconda volta)
- Girolamo Casanate (2 dicembre 1675 - 6 aprile 1682 nominato cardinale diacono di Sant'Agata alla Suburra)
- Benedetto Pamphilj, O.E.S.S.H. (30 aprile 1685 - 30 settembre 1686 nominato cardinale diacono di Santa Maria in Cosmedin)
- Giovanni Francesco Negroni (30 settembre 1686 - 2 gennaio 1696 nominato cardinale presbitero di Santa Maria in Ara Coeli)
- Giambattista Spinola il giovane (2 gennaio 1696 - 25 gennaio 1706); titolo pro hac vice (25 gennaio 1706 -19 marzo 1719 deceduto)
- Thomas Philip Wallrad d'Alsace-Boussut de Chimay, titolo pro hac vice (16 giugno 1721 - 2 dicembre 1733 deceduto)
- Giovanni Battista Spinola (2 dicembre 1733 - 23 settembre 1743 nominato cardinale presbitero di Santa Maria degli Angeli)
- Vacante (1743 - 1747)
- Gian Francesco Albani (15 maggio 1747 - 12 febbraio 1759 nominato cardinale presbitero di San Clemente)
- Giovanni Costanzo Caracciolo (19 novembre 1759 - 12 dicembre 1770 nominato cardinale presbitero di Sant'Eustachio)
- Vacante (1770 - 1775)
- Bernardino de Vecchi (29 maggio 1775 - 24 dicembre 1775 deceduto)
- Giovanni Cornaro (20 luglio 1778 - 29 marzo 1789 deceduto)
- Filippo Campanelli (26 settembre 1791 - 18 febbraio 1795 deceduto)
- Vacante (1795 - 1804)
- Giuseppe Albani (29 ottobre 1804 - 2 ottobre 1818 nominato cardinale presbitero di Sant'Eustachio)
- Vacante (1818 - 1827)
- Tommaso Bernetti (25 giugno 1827 - 22 gennaio 1844 nominato cardinale diacono pro hac vice di San Lorenzo in Damaso)
- Giuseppe Bofondi (14 giugno 1847 - 2 dicembre 1867 deceduto)
- Vacante (1867 - 1884)
- Ignazio Masotti (13 novembre 1884 - 31 ottobre 1888 deceduto)
- Achille Apolloni (27 maggio 1889 - 3 aprile 1893)
- Giuseppe Antonio Ermenegildo Prisco (3 dicembre 1896 - 24 marzo 1898 nominato cardinale presbitero di San Sisto)
- Vacante (1898 - 1911)
- Willem Marinus van Rossum, C.SS.R. (30 novembre 1911 - 6 dicembre 1915 nominato cardinale presbitero di Santa Croce in Gerusalemme)
- Vacante (1915 - 1922)
- Franz Ehrle, S.I. (14 dicembre 1922 - 31 marzo 1934 deceduto)
- Vacante (1934 - 1935)
- Domenico Mariani (19 dicembre 1935 - 23 aprile 1939 deceduto)
- Vacante (1939 - 1958)
- Francesco Bracci (18 dicembre 1958 - 24 marzo 1967 deceduto)
- Karol Wojtyła; titolo pro hac vice (29 giugno 1967 - 16 ottobre 1978 eletto papa)
- Vacante (1978 - 1985)
- Andrzej Maria Deskur (25 maggio 1985 - 29 gennaio 1996); titolo pro hac vice (29 gennaio 1996 - 3 settembre 2011)
- Antonio Maria Vegliò (18 febbraio 2012 - 4 marzo 2022); titolo pro hac vice dal 4 marzo 2022